# English Electric
English Electric var ett brittiskt företag som bildades efter första världskrigets slut av fem bolag för att tillsammans ställa om från krigsproduktion till produktion för den civila marknaden. Företaget siktade på att bli det tredje största bolaget inom elektroteknik i Storbritannien. De största produkterna var spårvagnar, lok, elmotorer, transformatorer och generatorer. Den snabba elektrifieringen som man väntade sig efter kriget uteblev dock, främst på grund av Storbritanniens dåliga ekonomi, och bolaget drogs under de första tio åren med dålig lönsamhet. År 1929 genomfördes en omfattande omstrukturering av företaget med Westinghouse Electric & Manufacturing Company som förebild. Det i kombination med att Storbritanniens ekonomi återhämtat sig ledde till bättre lönsamhet under 1930-talet. Under den här perioden expanderade English Electric sin verksamhet genom att börjat tillverka bland annat elektriska spisar och kylskåp.
Under andra världskriget var English Electric en viktig underleverantör till främst de Havilland och Handley Page. Man köpte också upp Napier & Sons flygmotortillverkning 1942. Dessutom tillverkade man stridsvagnar, bland annat Cromwell. Successivt tog man över allt mer av tillverkningen för de Havilland och i slutet av kriget när tillverkningen av de Havilland Vampire kom igång så tillverkades den helt och hållet av English Electric i Preston. Efter kriget fortsatte English Electric att investera i flygtillverkning och skapade två stycken legendariska flygplan; Lightning och Canberra. Flygplanstillverkningen knoppades av i ett eget bolag 1958 för att 1960 uppgå i British Aircraft Corporation tillsammans med Bristol och Vickers.
År 1968 köptes den kvarvarande delen av English Electric upp av den amerikanska koncernen General Electric.

## Bilder

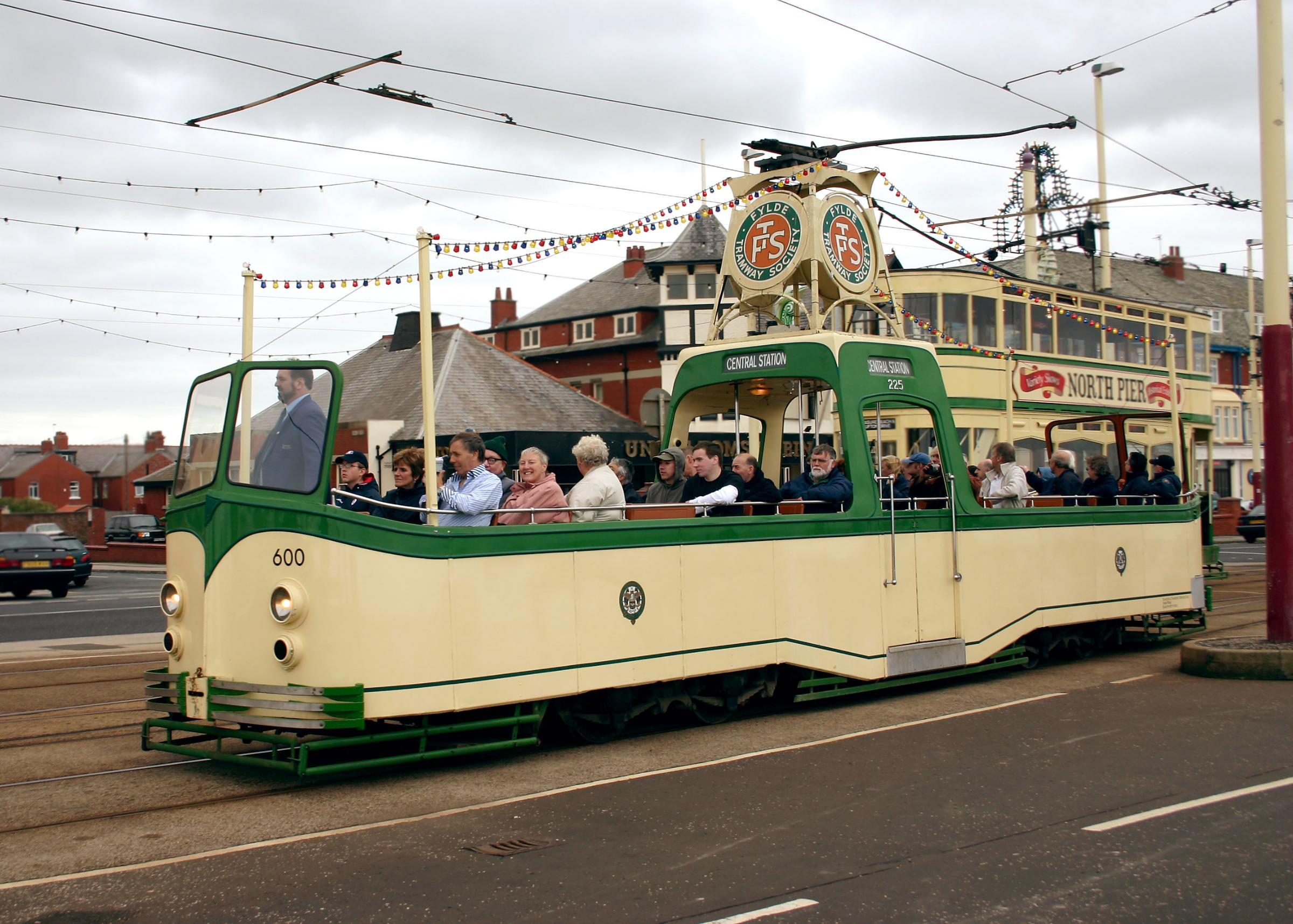
English Electric öppen Boat car i Blackpool, tillverkad 1934
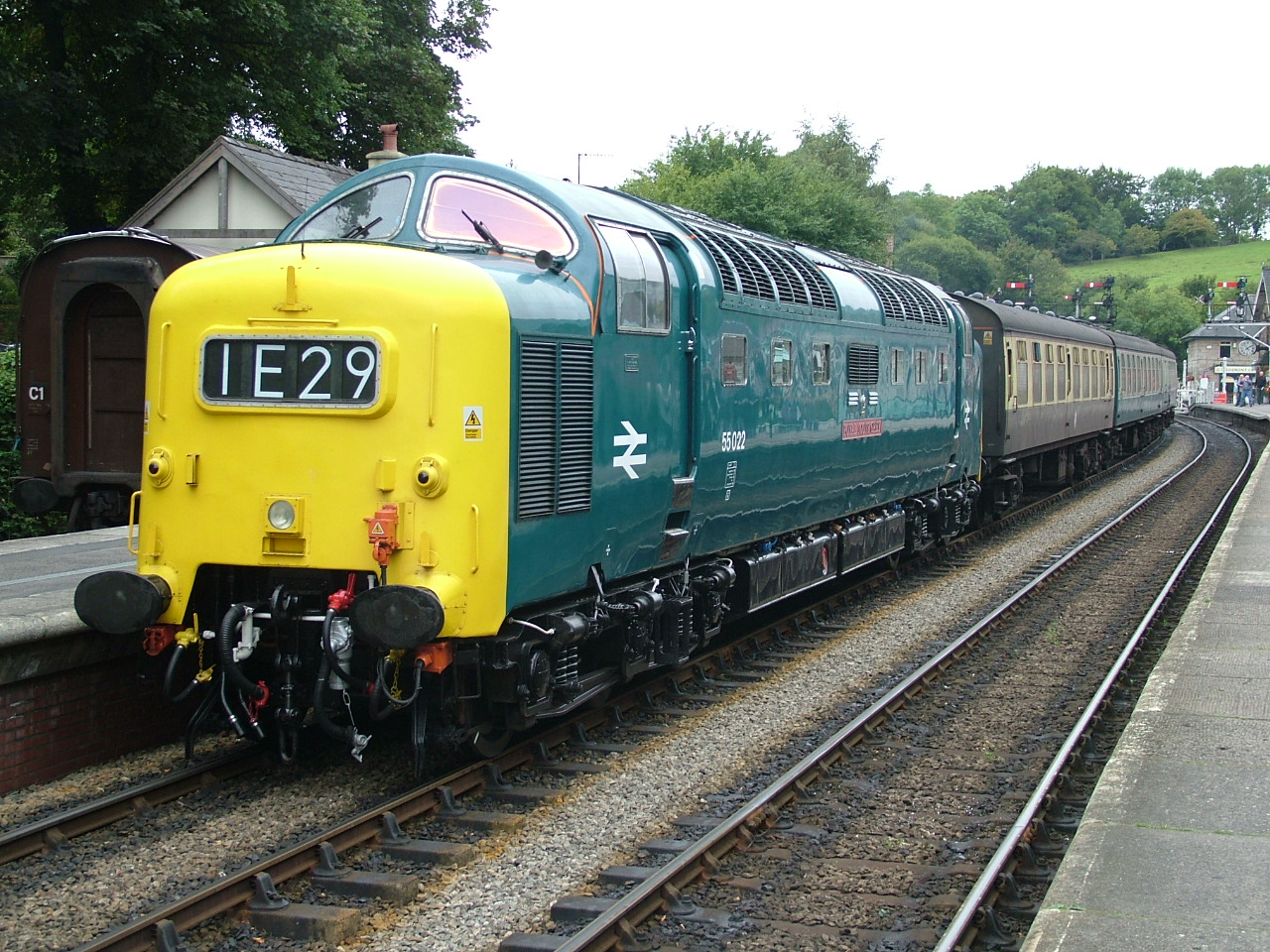
British Rail Class 55.
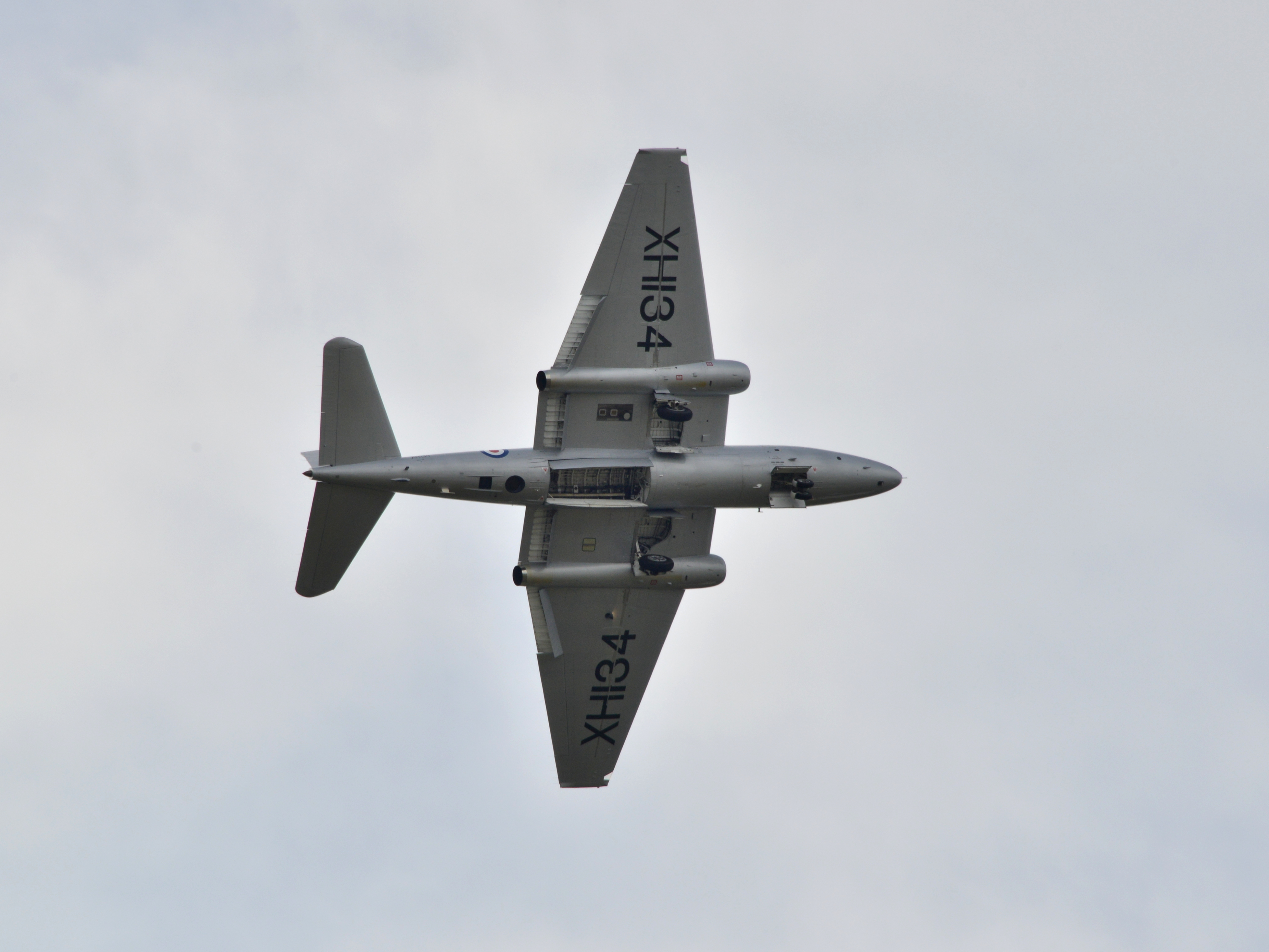
English Electric Canberra.
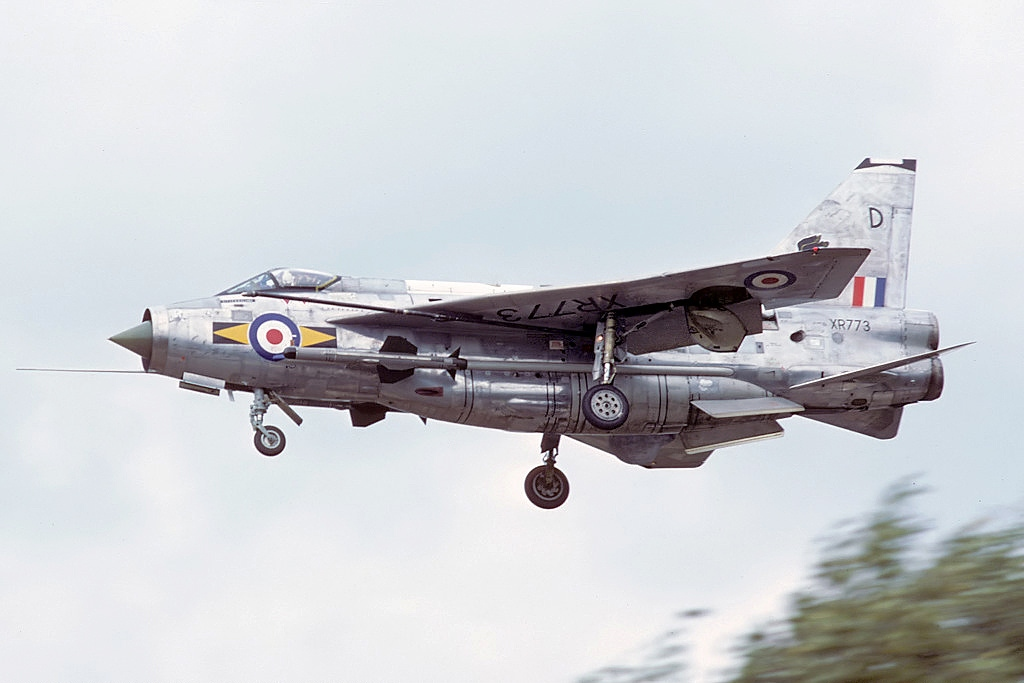
English Electric Lightning.